# Edersee
Edersee est un lac de barrage situé près d'Edertal, dans l'arrondissement de Waldeck-Frankenberg en Hesse, Allemagne. Il est créé par le barrage d'Edersee.

## Géographie
Le lac artificiel d’Edersee, formé par le barrage sur l’Eder, se trouve à 35 km à vol d'oiseau au sud-ouest de Cassel (Hesse), juste au nord du massif de Kellerwald (de), au Nord du parc naturel de Kellerwald-Edersee. Il s'étend depuis le débouché de l'Eder en amont de Herzhausen (à Vöhl) à l'ouest, jusqu'au barrage, à Hemfurth-Edersee à l'est ; il est encaissé au sud par les collines de l'Eder, qui forment la bordure Nord du massif de Kellerwald, dont la superficie est à peu près équivalente à celle du parc naturel de Kellerwald-Edersee.

## Hydrologie
Le lac d’Edersee est, par sa superficie, le second lac de retenue d'Allemagne et, par sa capacité, le troisième ; cela le classe parmi les 10 lacs de retenue allemands d'une capacité supérieure à 25 000 000 m3 d'eau. À pleine retenue, l'Edersee présente une superficie de 11,8 km2 et une capacité de 199 300 000 m3 (contrôlé en 2003 par scan-laser ; la valeur admise autrefois était de 202 400 000 m3). Sa profondeur est de 41,7 m avec un maximum de 43,69 m. La longueur du lac est de 28,5 km et son périmètre, de 69,4 km.

## Faune
Dès 1934 on avait observé au bord de l'Edersee deux couples de ratons laveurs, espèce qui par la suite s'est multipliée en Allemagne centrale, puis dans toute l'Europe centrale. Le 9 mars 2009, un chat sauvage a été photographié grâce à une caméra à vision nocturne, dans le parc National Kellerwald-Edersee. Ce type d'animal avait disparu de la Hesse du Nord, depuis les années 1950.
La hauteur de chute du barrage rend impossible la migration des poissons vers le lac d'Edersee (par exemple pour le saumon). Pour autant, le lac possède depuis longtemps une faune variée de prédateurs et de poissons blancs. Il n'est pas exceptionnel d'y voir ou d'y attraper de grands brochets.

## Tourisme

### Tourisme
L'activité touristique dans la région de l'Edersee (à laquelle appartient aussi le parc national Kellerwald-Edersee (de)) ne remonte pas seulement à l'après-guerre : le nautisme s'y est développé de longue date. Ce sont surtout des plaisanciers néerlandais qui fréquentent le lac, sans doute à cause des liens historiques de leur maison royale avec les princes de Waldeck : la princesse Emma de Waldeck-Pyrmont devint en 1879 la seconde épouse du roi Guillaume III et elle est à ce titre l'ancêtre de tous les souverains de ce pays depuis.
Le relief accidenté de la région de l'Edersee explique l'insuffisance des infrastructures routières, si bien qu'aux périodes de vacances les embouteillages sont fréquents. Les routes du littoral desservent essentiellement la moitié orientale du lac et sont pour la plupart en impasse. Il y a de nombreux parkings pour les randonneurs. Par contre les pistes cyclables et les chemins piétonniers desservent l'ensemble du lac.
Tout autour de lac, on trouve également plusieurs cafés et restaurants, des hôtels, des chambres d'hôtes et des campingss, et enfin deux auberges de jeunesse. L'été, la baigna de est encadrée par une association de secourisme, la Deutsche Lebens-Rettungs-Gesellschaft e.V.. L’aquaparc, au sud du barrage, est un modèle réduit du lac (à l'échelle 1:200e) et permet de compléter l'offre de baignade dans de meilleures conditions de sécurité. Parmi les activités nautiques, citons la plongée, la voile, l'aviron et la pêche à la ligne. La plongée est autorisée dans deux endroits en aval de Waldeck à l'ouest : la „Zone 1“ correspond aux vestiges du village de Berich (de), submergé en 1914, lors de la mise en eau de la retenue. La navigation est interdite aux canots à moteurs à essence, mais autorisée aux bateaux à motorisation électrique, que l'on peut louer sur place. Des bateaux à passagers (8 passagers maximum) permettent de faire le tour du lac, depuis le barrage à l'est jusqu'au débouché de l'Eder à l'ouest. Il y a des bacs desservant d'une part Asel et Asel-Sud, et d'autre part la presqu'île de Scheid (village de Nieder-Werbe (de)) et le village de Rehbach.
L'hiver, la forte amplitude thermique jour-nuit développe des conditions particulières sur le lac gelé : le rayonnement solaire disloque la couverture de glace, et les variations du niveau d'eau font s'entrechoquer les glaçons entre eux, ce qui crée une ambiance sonore caractéristique, partout perceptible.
L'hôtel des Terrasses (construit en 1931-32), sur la rive orientale du barrage, constituait déjà une destination touristique appréciée à la fin de la République de Weimar. Détruit lors des bombardements britanniques, il a été reconstruit dans les années 1950.

### Manifestation récentes à l'Edersee
Du 7 juillet au 15 septembre 2002, le performeur Gerhard Hesse, d'Edertal-Wellen, a recouvert le parement aval du barrage de l'Edertal du couronnement à la base, d'un tissu translucide, de couleur fuschsia à pois verts, soit une surface de tissu de 15 000 m2. L'ouvrage d'art était éclairé tous les soirs jusqu'à minuit, afin de signaler l’œuvre.
Du 4 août au 19 septembre 2007, Gerhard Hesse et son comparse Kanae Kato d’Ōsaka ont tendu des fils à linge illuminés par des ampoules de différentes couleurs à travers les terrains d'E.ON : ils entendaient par là opposer Nature et Technique. Le dispositif était allumé du crépuscule à minuit.
Depuis le 12 juin 2014, le parement aval du barrage est éclairé ; l'ouvrage détient le record de durée d'éclairement pour l'Allemagne.

Le lac d'Edersee
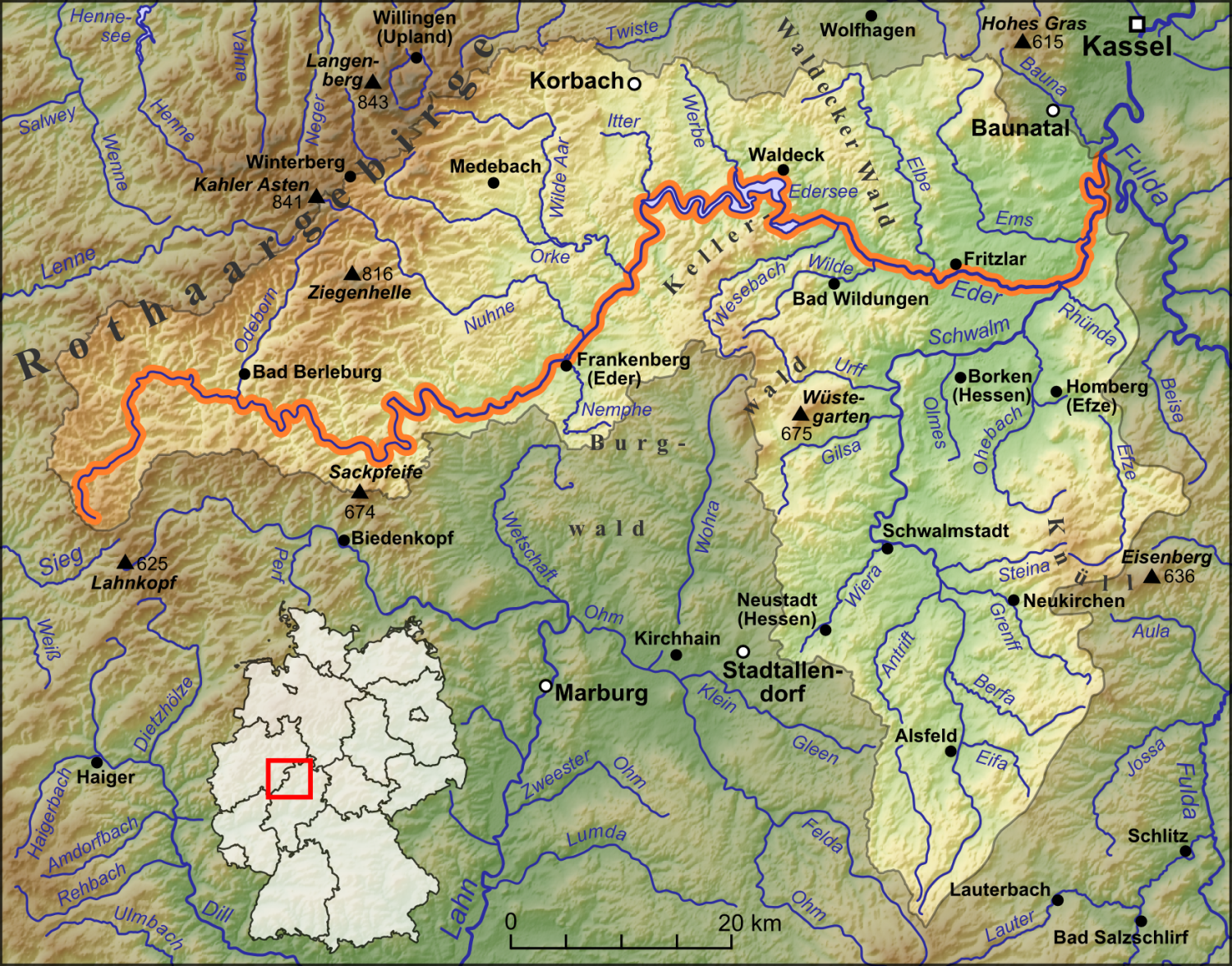
Situation du lac de retenue d'Edersee dans la vallée de l’Eder
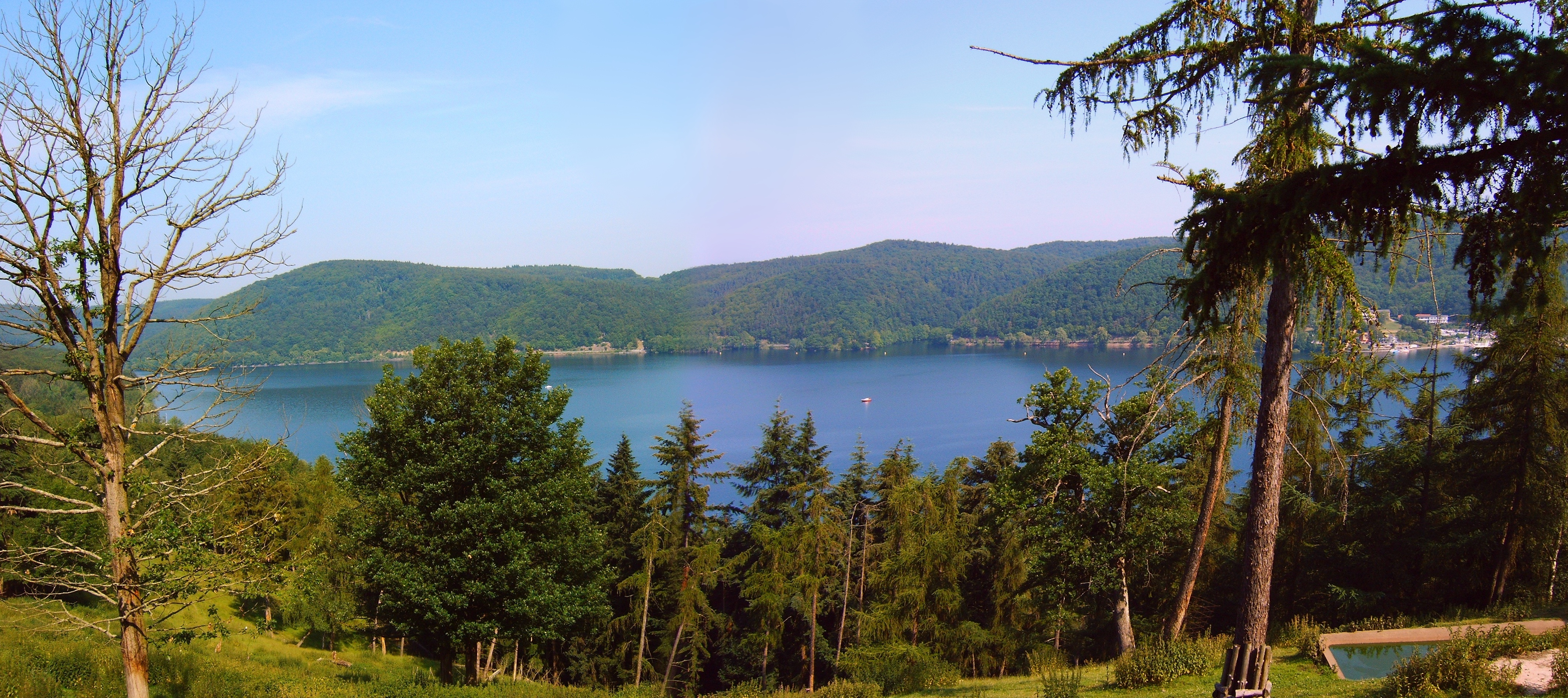
Aperçu du parc de l'Edersee en direction du village submergé de Berich (au centre) et de la ville de Waldeck-ouest (à droite)
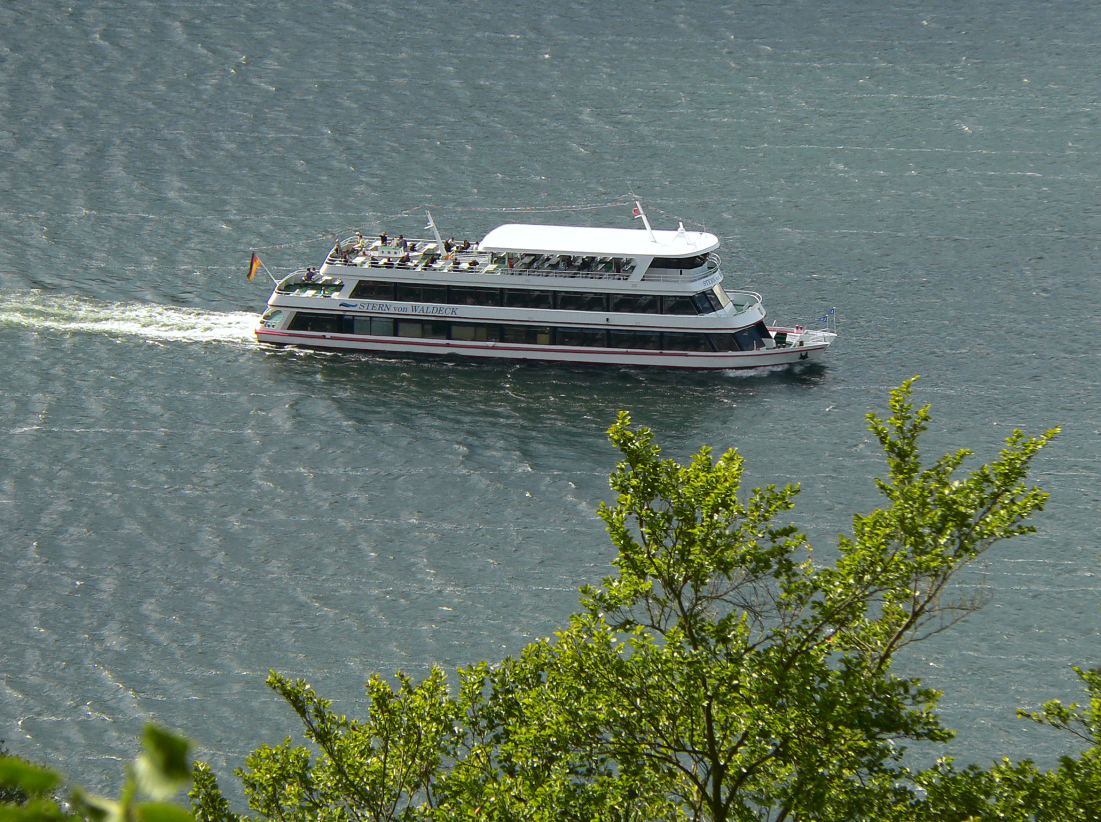
Coche d'eau sur l'Edersee
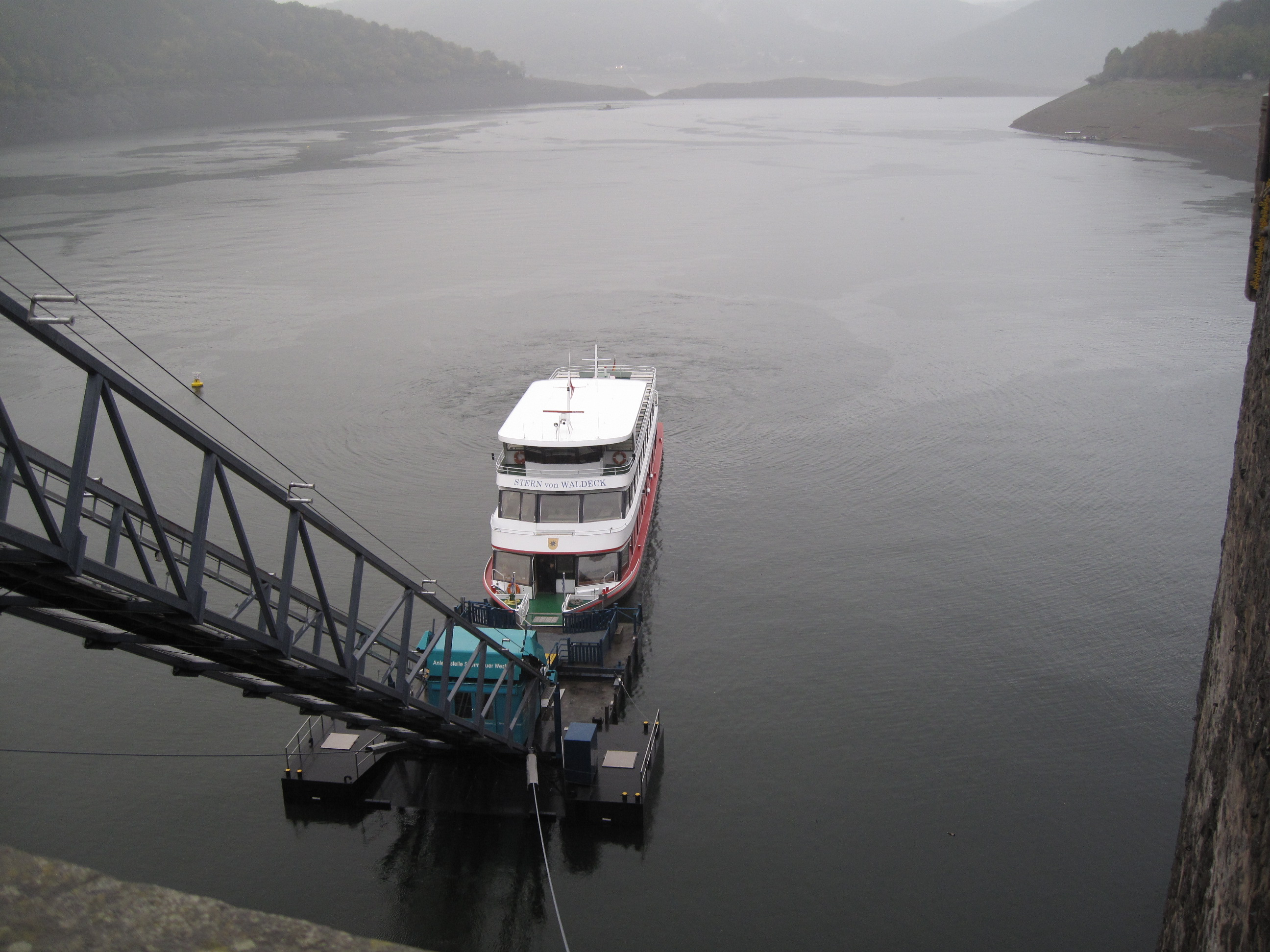
Pont supérieur d'une estacade à funiculaire pour passagers à l'étiage, à la pointe sud du barrage
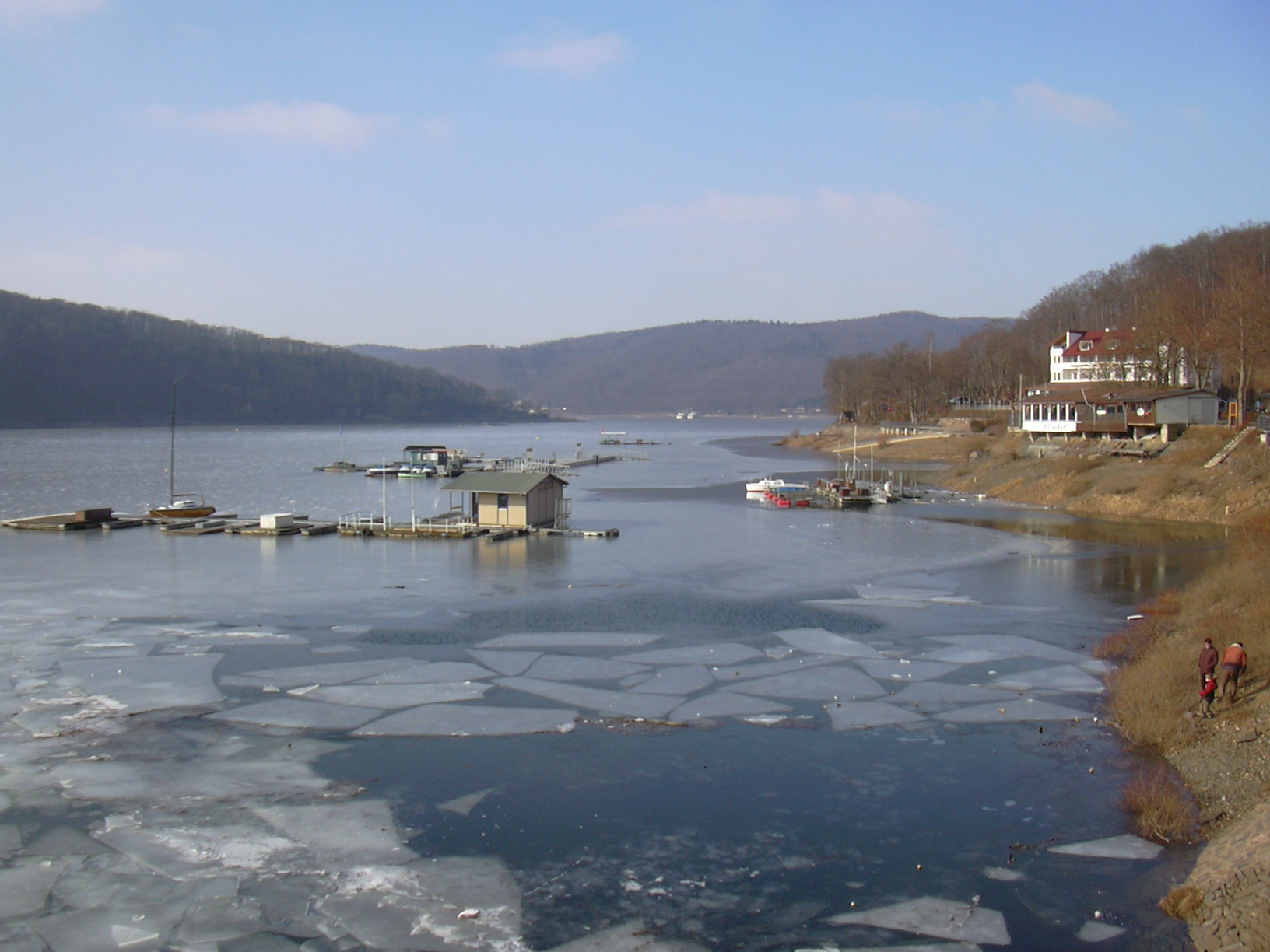
Point de vue Nord sur l'Edersee gelé ; à l'arrière-plan, le quartier de Waldeck-Ouest
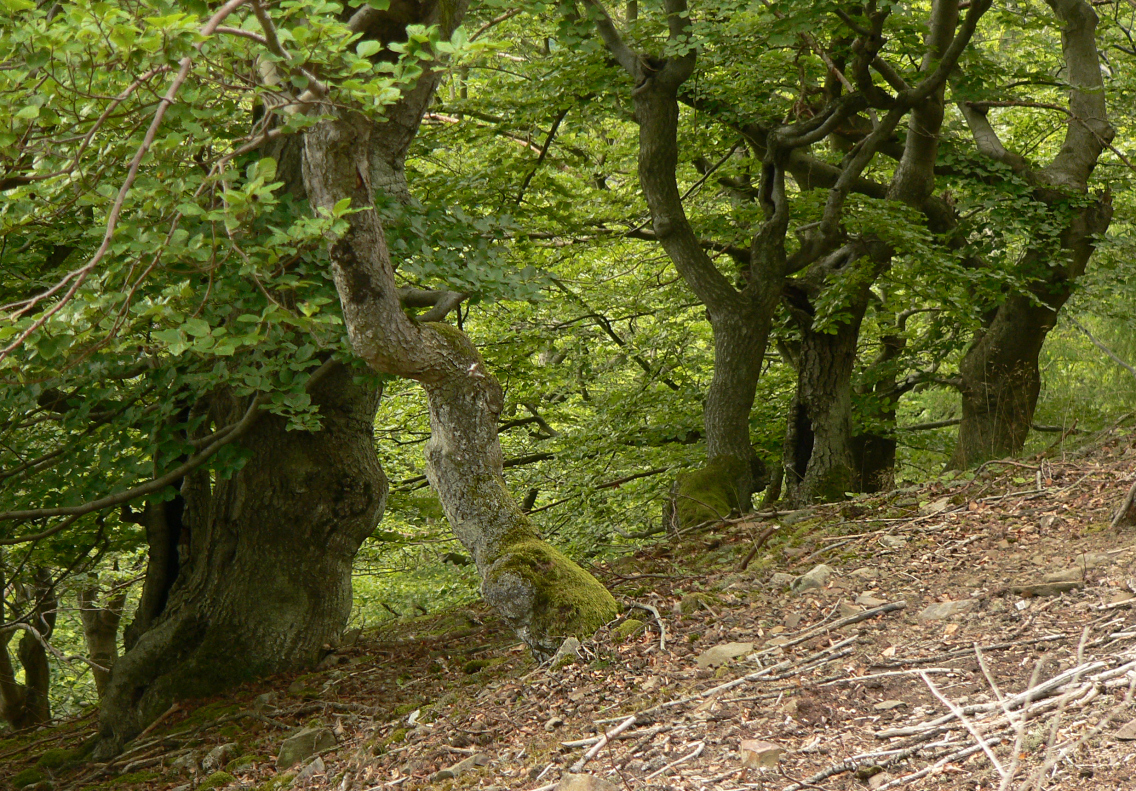
Arbres nains de la halte Urwald

Le barrage de l'Edersee. Avril 2021.